# Abigail Cunha
Abigail Cunha de Almeida Sousa (São Francisco, 05 de janeiro de 1967), é deputada estadual, filiada ao Partido Liberal (PL), eleita pelo estado do Maranhão.

## Biografia
Começou sua carreira política no Partido da Social Democracia Brasileira (PSDB) se candidatando a prefeitura de Jenipapo dos Vieira, no Maranhão, na qual não se elegeu.
Pelo Partido Liberal (PL) candidatou novamente à Deputada Estadual do Maranhão, sendo eleita após receber 48.025 votos.

### Desempenho eleitoral
| Ano  | Cargo                           | Partido | Votos  | Resultado  | Ref.  |
| ---- | ------------------------------- | ------- | ------ | ---------- | ----- |
| 2016 | Prefeita de Jenipapo dos Vieira | PSDB    | 4.472  | Não eleita | [ 5 ] |
| 2022 | Deputada estadual do Maranhão   | PL      | 48.025 | Eleita     | [ 2 ] |

## Vida pessoal
É casada com o também político Rigo Teles.